# Bartłomiej Gaj
Bartłomiej Gaj (ur. 3 czerwca 1986 roku w Limanowej) – były polski hokeista występujący na pozycji obrońcy. Wychowanek MMKS Podhale Nowy Targ. W 2011 wskutek konfliktu z władzami klubu przerwał karierę sportową. Wznowił ją w maju 2012.

## Kariera klubowa
- Podhale Nowy Targ (2003–2004)
- KTH Krynica (2004–2005)
- GKS Katowice (2005–2007)
- Podhale Nowy Targ (2007–2010)
- MMKS Podhale Nowy Targ (2010–2011)

## Sukcesy
- Mistrzostwo Polski 2010 z Podhalem Nowy Targ